# Liste von liturgischem Gerät der Orthodoxen Kirche
Diese Liste von liturgischem Gerät der Orthodoxen Kirche erfasst Objekte, die zur Ausstattung von Kirchen des byzantinischen Ritus gehören.
| Bild | Bezeichnung                           | griechisch                        | russisch                                 | Beschreibung |
| ---- | ------------------------------------- | --------------------------------- | ---------------------------------------- | --- |
|      | Kelch                                 | Ποτήριον Potírion                 | Потир Potír                              | Abendmahlskelch. |
|      | Diskos                                | Δίσκος Dískos                     | Дискос Dískos                            | Runde Brotschale mit einem Fuß. Auf dem Diskos werden die Brotpartikel um das „Lamm“ angeordnet. |
|      | Asteriskos                            | Αστερίσκος Asterískos             | Звездица Zvezdíca                        | „Sternenbügel“, der auf den Diskos gesetzt wird, damit die darüber gebreiteten Decken die Ordnung der Brotpartikel nicht verschieben.                                                                                               |
|      | Kommunionlöffel                       | Λαβίς Lavís                       | Лжица Lzhíca                             | Kommunionlöffel zum Austeilen der mit Wein durchtränkten Prosphorenteilchen. Die Grundbedeutung von Lavís (Λαβίς) ist „Zange“, vgl. Jes 6,6–7 .                                                                                     |
|      | „Lanze“                               | Λόγχη Lónchi                      | Копие Kopije                             | „Lanze“ zum Ausschneiden von Partikeln aus dem eucharistischen Brot (Prosphora). |
|      | Zeon                                  | Ζέον Zéon                         | Төплота Teplotá                          | Gefäß zum Eingießen von warmem Wasser in den Kelch mit konsekriertem Wein. |
|      |                                       | Σπόγγος Spóngos                   | Губка Gúbka                              | Schwamm, mit dem Krumen vom Diskos in den Kelch gewischt werden. |
|      |                                       |                                   | Тарелочки Tarelotschki                   | Zwei Tellerchen, auf welche das „Lamm“ und die Brotpartikel gelegt werden, bevor sie auf dem Diskos angeordnet werden. Auf dem Foto außen zu sehen.                                                                                 |
|      | Rhipidion                             | Ῥιπίδιον Rhipídion                | Рипида Ripida                            | Liturgischer Fächer; mit diesen Fächern – dünne Metallscheiben, auf einer langen Stange montiert –, auf denen die sechsflügligen Seraphim dargestellt sind, wird beim bischöflichen Gottesdienst über den heiligen Gaben gefächelt. |
|      | Gabenbehälter, großes Artophorion     | Κιβωτός Kivotós                   | Дарохранительница Darochranítelnica      | Behältnis, oft als Miniatursarg unter einem kleinen Baldachin, zur Aufnahme der Prosphora für die Krankenkommunion auf dem Altar (vgl. das Ziborium in der Westkirche).                                                             |
|      | Gabenträger, kleines Artophorion      | Ἀρτοφόριον Artofórion             | Дароносица Daronósica                    | Transportgerät für Krankenkommunion, enthält Kelch, Gabenkapsel und Weinfläschchen. |
|      | Altarkreuz, auch Thronkreuz           | Σταυρός Αγιασμού Stavrós Agiasmoú |                                          | Dieses kleine Kreuz steht auf dem Altar. |
|      | Hand- oder Segenskreuz des Priesters. | Σταυρός Ευλογίας Stavrós Evlogías | Крест напрестольный Krest naprestol’nyj  | Dieses kleine Kreuz liegt auf dem Altar. |
|      | Evangeliar                            |                                   |                                          | |
|      | Analogion                             | Ἀναλόγιον Analógion               | Аналой Analój                            | Erhöhter Tisch, auf den das Evangeliar oder Ikonen gelegt werden. |
|      | Prozessionskreuz                      |                                   |                                          | Dieses große Kreuz steht meist hinter dem Altar. |
|      | Weihwassergefäß                       |                                   | Чаша водосвятная Tschascha vodosvjatnaja | Großes Gefäß mit rundem Fuß |
|      | Taufbecken                            | Κολυμβήθρα Kolimvíthra            | Купе́ль Kupjel’                           | Gefäß mit dem geweihten Wasser, worin das Kind dreimal ganz untergetaucht wird (Ganzkörpertaufe). |
|      | Ölgefäß                               |                                   |                                          | Für die Salbung des Täuflings mit Öl. |
|      | Myrongefäß                            |                                   | Алавастр Alavastr                        | Für die Salbung des Täuflings mit Myron. |
|      | Hochzeitskronen oder Kränze           |                                   | Венцы Vency                              | Die Kronen bzw. Kränze werden bei der Trauung über den Köpfen von Braut und Bräutigam gehalten. |
|      | Liturgische Fahnen und Standarten     | Λάβαρα Lávara                     |                                          | Diese werden bei Prozessionen getragen. |
|      | Lite-Gerät                            |                                   | Литийный прибор Litijnyj pribor          | Metallschüssel, auf der während der Lite (Teil der Festvigil) fünf Brote liegen; darunter befinden sich Gefäße für Weizen, Wein und Öl, dahinter ein dreiarmiger Leuchter. Die Lebensmittel werden gesegnet.                        |
|      | Laterne                               |                                   |                                          | Wird bei Prozessionen getragen. |
|      | Siebenarmiger Leuchter                | Polykandelon                      | Semisvetschnik, Svetílnik                | Dieser Leuchter steht meist hinter dem Altar. |
|      | Große Leuchter                        |                                   |                                          | Diese Leuchter stehen vor den Ikonen: in der Mitte befindet sich meist eine große Kerze |
|      | Vortrageleuchter                      | Lychnía                           | Podsvétschnik                            | Kerze, die dem Bischof, dem Evangelienbuch und den eucharistischen Gaben vorgetragen wird. |
|      | Dikirion                              |                                   |                                          | Kerzenhalter für zwei Kerzen. Nur bei einem vom Bischof geleiteten Gottesdienst. |
|      | Trikirion                             | Trikirion                         | Trikirij                                 | Kerzenhalter für drei Kerzen. Nur bei einem vom Bischof geleiteten Gottesdienst. |
|      | Polykandilon                          |                                   |                                          | Leuchter mit sieben oder zwölf Kerzen. |
|      | Pankandilon                           |                                   | Паникадило Pankandilo                    | Leuchter mit mehr als zwölf Kerzen. |
|      | Choros                                | Χορός Chorós                      | Хорос Choros                             | Deckenleuchter in Form eines mit Kerzen besetzten Reifs. |
|      | Hängelampen                           | Καντήλια Kandília                 |                                          | Diese werden vor den Ikonen aufgehängt, mit einer Kerze oder mit Öl. |
|      | Weihrauchgefäß                        | Θυμιατήριον Thymiatírion          | Кадило Kadílo                            | |
|      | Lavabo                                | Χερνιβόξεστο Chernivóxesto        |                                          | Für die Handwaschung des Bischofs. |